# Aynalem Hailu
Aynalem Hailu, né le 12 octobre 1986, est un joueur éthiopien de football évoluant au poste de défenseur au sein du club de Dedebit FC.

## Carrière
Il joue au sein du club de Dedebit FC dans lequel il a commencé sa carrière lors de la saison 2010-2011.
En janvier 2013, il est appelé par le sélectionneur Sewnet Bishaw pour faire partie du groupe des 23 joueurs participants à la phase finale de la Coupe d'Afrique des nations 2013.